# 商升
商升（？—196年），東漢末年的侯官長，協助王朗抵抗孫策，後因打算投降賀齊而被張雅、詹強所杀。

## 生平
商升是東漢末年的侯官長。建安元年（196年），会稽太守王朗在被孫策擊敗後退往東冶。王朗派遣功曹虞翻游说商升，商升決定幫助王朗，起兵对抗孙策。孫策任命永寧長韓晏为领会稽南部都尉，再次征討商升，永寧长一职则由贺齐接替。但韓晏被商升打敗。於是，孫策改命賀齊领会稽南部都尉，征討商升，商升因畏懼賀齊之名而打算歸順，但張雅、詹強不願隨商升投降，遂共同殺死商升。商升死後，張雅自称「無上將軍」，詹強自称「會稽太守」。后来，賀齊趁張雅與其女婿何雄內訌時出兵消灭張、詹等人的势力。